# Wehrlit
Wehrlit ist ein relativ seltener, ultramafischer und ultrabasischer Plutonit (magmatisches Gestein), der zu den Peridotiten gerechnet wird.

## Etymologie
Wehrlit wurde 1838 von Franz von Kobell nach Alois Wehrle benannt, welcher das Gestein erstmals mineralogisch untersucht hatte.

## Definition

Wehrlit ist überwiegend eine Mischung aus Olivin und Klinopyroxen.

Wehrlite enthalten modal zwischen 40 und 90 Volumenprozent Olivin. Ihr Klinopyroxengehalt schwankt zwischen 5 und 60, liegt aber meist um 30 bis 50 Volumenprozent. Orthopyroxen tritt untergeordnet auf und beträgt maximal 5 Volumenprozent.

## Mineralbestand
Neben dem essentiellen Olivin führen Wehrlite meist Spinell (Chromspinell) und Klinopyroxen (Diopsid), wobei Spinell noch vor Klinopyroxen zusammen mit Olivin als primäre Kumulusphase auskristallisiert (jedoch nicht alle Wehrlite enthalten Spinell). Wehrlite sind im Wesentlichen Zweikomponentengesteine. Akzessorisch können hinzutreten:
- Orthopyroxen
- Oxide (Chromit, Magnetit als Einschluss in Pyroxenen)
- Phlogopit
- Amphibol (gewöhnlich Pargasit und Hornblende, manchmal auch Edenit)
- Plagioklas (selten)

Aus wehrlitischen Lagergängen sind Titanomagnetit und Titanit bekannt. Sporadisch können auch Karbonate, Apatit und Glas angetroffen werden.
Als Beispiel für den modalen Mineralbestand mögen Wehrlitknollen aus Marokko (7 Analysen) dienen:
- Olivin: 62,5 Volumenprozent
- Klinopyroxen: 24,5 Volumenprozent
- Amphibol: 10 Volumenprozent
- Spinel: 3 Volumenprozent
- Orthopyroxen; Spuren

### Serpentinisierung
Wehrlite liegen sehr oft serpentinisiert vor wie beispielsweise im Bay-of-Islands-Ophiolith in Neufundland. Die Umwandlungsreaktion erfasst vorwiegend Olivin, Klinopyroxen bleibt großteils unverändert. Neugebildet werden hierbei mittels Wasserzufuhr die Minerale Chrysotil, Lizardit, Brucit und akzessorisch Magnetit, wodurch gleichzeitig das Gesteinsvolumen um ein Drittel zunimmt. Die vereinfachte Reaktionsgleichung lautet:
- Forsterit + Wasser => Serpentin + Brucit

{\displaystyle \mathrm {2\;Mg_{2}[SiO_{4}]+3\;H_{2}O\longrightarrow Mg_{3}[(OH)_{4}|Si_{2}O_{5}]+Mg(OH)_{2}} }
Je nach Eisengehalt des Olivins entsteht zusätzlich Magnetit.

## Gefüge

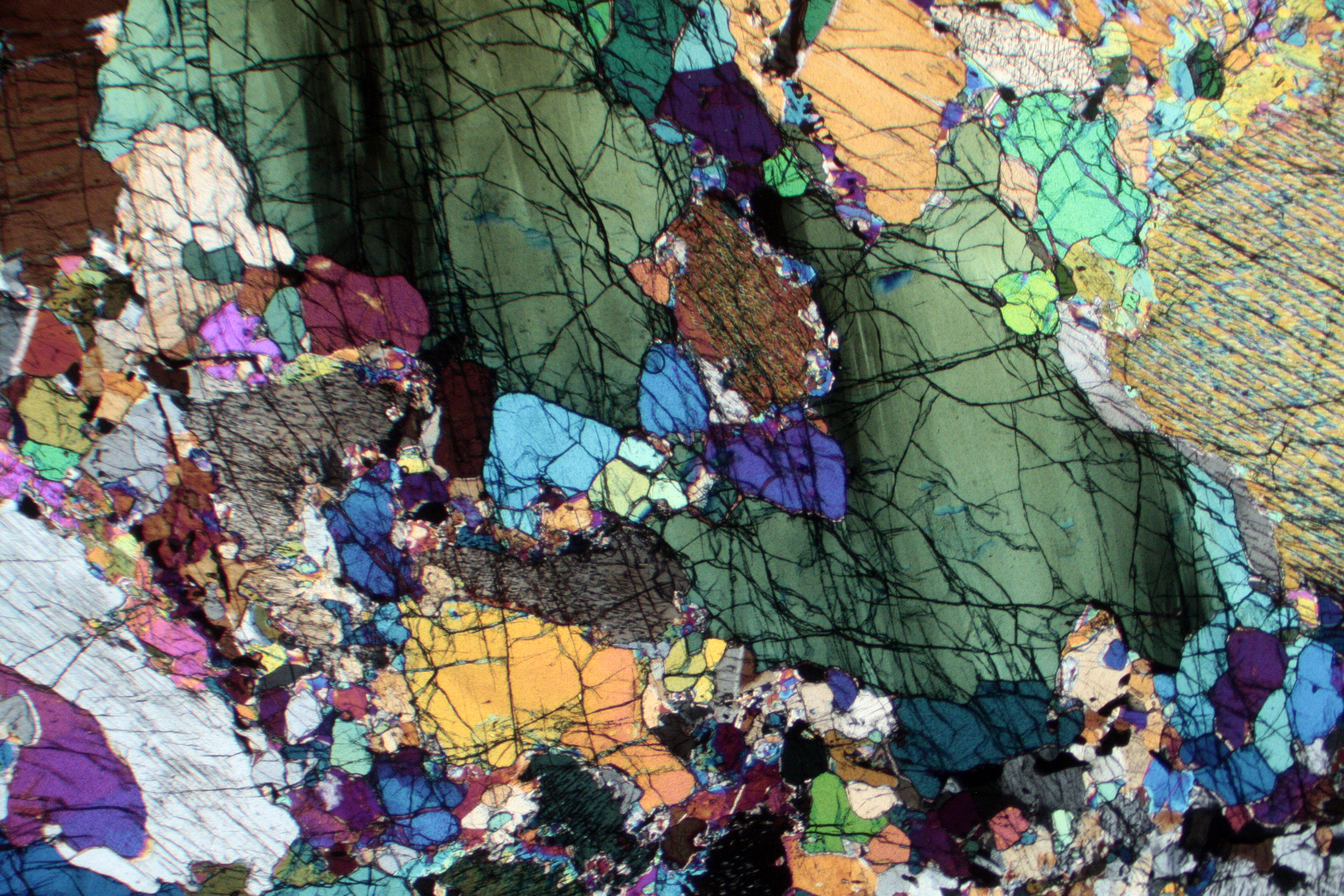
Gefügeschliffbild von Wehrlit unter gekreuzten Nicols (Vergrößerung 2×, Sichtfeld = 7 mm)

Ursprünglich entstandene Gefüge in Wehrliten sind porphyroklastisch (mit Olivin-Porphyroklasten). Olivin kann später jedoch teilweise durch neukristallisierte Klinopyroxene, Amphibole und Spinelle ersetzt werden. Die neuentstandenen Gefüge sind relativ grob- und gleichkörnig und werden als Matrixaggregate (engl.: matrix assemblage) bezeichnet.
Wehrlitgefüge weisen nur selten deutliche Anzeichen für Deformations-Mikrostrukturen auf, sie zeugen vielmehr von rein statischer Rekristallisation und intensiver Korngrenzenwanderung (engl. grain boundary migration). Es entstehen so charakteristische Polygonalgefüge mit Korngrenzenwinkel um 120°. Die bevorzugte räumliche Ausrichtung (engl. crystal preferred orientation oder CPO) der Olivin- und Klinopyroxenkristalle ist daher meist auch nur schwach ausgeprägt. Konsequenterweise ist auch die seismische Anisotropie gering.

## Chemische Zusammensetzung
Die chemische Zusammensetzung von Wehrliten sei anhand folgender Beispiele aus Alaska (insgesamt 5 Analysen), Madagaskar (Durchschnittswert von 9 Analysen), den Komoren (5 Analysen) und dem französischen Zentralmassiv veranschaulicht:
| Oxid                 | Blashke Islands (3) | Kane Peak        | Union Bay        | Madagaskar (9) | Grande Comore | Ray Pic  |
| -------------------- | ------------------- | ---------------- | ---------------- | -------------- | ------------- | -------- |
| SiO2                 | 39,67               | 42,40            | 39,00            | 42,22          | 42,74         | 42,47    |
| TiO2                 |                     | 0,08             |                  | 0,41           | 0,09          | 0,04     |
| Al2O3                | 0,41                | 0,44             | 0,16             | 1,70           | 1,36          | 1,48     |
| Fe2O3                | 11,51 tot           | 2,28 (10,89 tot) | 4,84 (11,01 tot) | 14,17 tot      |               | 8,81 tot |
| FeO                  |                     | 8,61             | 6,17             |                | 8,68 tot      |          |
| MnO                  | 0,10                | 0,19             | 0,20             | 0,22           | 0,17          | 0,13     |
| MgO                  | 44,40               | 38,05            | 41,70            | 32,74          | 43,38         | 43,22    |
| CaO                  | 0,99                | 5,63             | 2,34             | 5,83           | 2,21          | 3,09     |
| Na2O                 |                     |                  | 0,18             | 0,04           | 0,32          | 0,31     |
| K2O                  |                     |                  |                  | 0,01           | 0,05          | 0,03     |
| P2O5                 |                     | 0,01             |                  | 0,01           | 0,04          |          |
| H2O bzw. Glühverlust | 9,54                | 1,69             | 5,37             | 2,67           | 1,01          | 0,23     |
| Mg#                  | 0,96                | 0,90             | 0,95             | 0,84           | 0,90          | 0,91     |

## Vorkommen
Wehrlite entstehen in einer Tiefe von 25 bis 35 Kilometer in bzw. geringfügig oberhalb der MOHO-Transitionszone im Übergangsbereich vom Oberen Erdmantel zur Unterkruste (engl. crust-mantle transition zone, MOHO transition zone oder MTZ). Für im Subduktionskontext in Assoziation mit ozeanischer Kruste gebildete Wehrlite wird wegen ihres Wassergehaltes (sie sind Amphibol-führend) jedoch eine wesentlich geringere Tiefe von nur 6 bis 18 Kilometer in Betracht gezogen.
Wehrlite werden meist in Ophiolithen angetroffen, die mit unterhalb von Inselbögen gelegenen Subduktionszonen assoziiert sind. So wird beispielsweise vermutet, dass die Basis von Inselbögen aus dicken Kumulatlagen von Amphibol-Wehrliten gebildet wird. Manche dieser Amphibol-Wehrlite sind möglicherweise auch metasomatischen Ursprungs. Auch im Zusammenhang mit kontinentalen Flutbasalten treten Wehrlite auf. Vulkanisch können Wehrliteinschlüsse in Form von Bomben und Xenolithen ausgeworfen werden.
Eisenreiche Wehrlite sind weltweit verbreitet, Magnesium-betonte (mit Fo>90) kommen jedoch seltener vor.
Alkalische Wehrlite haben im Bergland von Oman Lagergänge gebildet, welche in eine triassische Kontinentalrandfolge eindrangen und dann in der Oberkreide vom Samail-Ophiolith überfahren wurden.
Für den Mantel des Mars wird ein granatführender Wehrlit angenommen.

### Extraterrestrischer Ursprung
Einige Meteoriten konnten als Wehrlit klassifiziert werden (so beispielsweise NWA 4797).

## Auftreten
Im ozeanischen Bereich sind Wehrlite meist lagig (als Wehrlitbänder) ausgebildet und gehen entlang der Mantel-Krusten-Übergangszone (MTZ) mit Duniten eine enge Assoziation ein. Etwas oberhalb der petrologischen MOHO bilden sie Intrusivkörper in den geschichteten Gabbros der Unterkruste. Aufgrund von Kriechbewegungen in der Unterkruste können die intrusiven Wehrlitkörper schließlich boudiniert und zerschert werden (sie liegen dann als Boudins, Scherlinsen und Phakoide vor).
Im kontinentalen Bereich werden Wehrlitbomben und -xenolithe durch explosiven Vulkanismus gelegentlich zu Tage gefördert. Die wesentlich komplexer aufgebauten kontinentalen Wehrlite vermitteln einen Einblick in die oft mehrstufige Evolution der jeweiligen kontinentalen Unterkruste, gekennzeichnet durch mehrmalige Schmelzvorgänge bzw. metasomatische Einwirkungen.
Auf die bereits erwähnten Lagergänge in Oman sei an dieser Stelle nochmals hingewiesen.

## Entstehung durch Wehrlitisierung
Generell wird die Entstehung von Wehrliten anhand von hochtemperierten, magmatischen Schmelzen oder heißen Lösungen erklärt, die, ausgehend von der oberen Asthenosphäre die poröse und möglicherweise delaminierte, untere Lithosphäre durchqueren und dann innerhalb von refraktären Mantelperidotiten aufdringen, sie teilweise durchsickern und dadurch metasomatisch imprägnieren.
Dieser Vorgang wird allgemein als Wehrlitisierung bezeichnet. Charakteristisch für diesen Prozess ist die reaktive Auflösung von Orthopyroxen in Mantelperidotiten unter Bildung von sekundärem Olivin und Klinopyroxen. Harzburgite und Lherzolithe werden so in Wehrlite umgewandelt. Als einfaches Beispiel sei folgende Reaktion angeführt, die durch eine karbonatitische (dolomitische) Schmelze bzw. heiße Lösung initiiert wurde:
Orthopyroxen + Dolomit => Olivin + Klinopyroxen + Kohlendioxid
{\displaystyle \mathrm {2\;Mg_{2}[Si_{2}O_{6}]+CaMg(CO_{3})_{2}\longrightarrow 2\;Mg_{2}[SiO_{4}]+CaMg[Si_{2}O_{6}]+2\;CO_{2}} }
Schreitet die Reaktion weiter voran, kommt es unter Absorbierung des Klinopyroxens schließlich zur vollständigen Dunitisierung des Mantelgesteins:
Klinopyroxen + Dolomit => Olivin + Kalzit + Kohlendioxid
{\displaystyle \mathrm {CaMg[Si_{2}O_{6}]+3\;CaMg(CO_{3})_{2}\longrightarrow 2\;Mg_{2}[SiO_{4}]+4\;CaCO_{3}+2\;CO_{2}} }
Das Aufsteigen der Schmelzen bzw. heißen Lösungen kann in verschiedenen Dimensionen erfolgen:
- als kanalisierter Porendurchfluss im Nano-, Mikrometer- bis Submillimeterbereich
- durch lithosphärische Adern im Millimeter-, Zentimeter- und Meterbereich
- unter Herausbildung einer breitangelegten Perkolationsfront im Kilometerbereich.

Nachdem die Perkolationsfront Harzburgite und Lherzolithe durchwandert hat, bleiben so genannte Dunitkanäle von extrem refraktärer Natur zurück. Diese Kanäle werden von Wehrliten gesäumt, deren thermochemische Erosion jedoch wesentlich geringer ist als die der Dunite.
Da die durchdringenden Schmelzen bzw. heißen Flüssigkeiten ein breites chemisches Spektrum abdecken können (von alkalischen, an Kieselsäure-untersättigten bis hin zu karbonatischen Schmelzen sowie Kohlendioxid-haltigen, wässrigen, silikatischen Lösungen), besitzen daraus resultierende Wehrlite demzufolge auch eine recht variable Zusammensetzung. Für eisenreiche Wehrlite werden mittlerweile sogar mehrstufige metasomatische Einwirkungen zur Erklärung herangezogen. Für magnesiumreiche Wehrlite wurden Natrium-führende Karbonatite verantwortlich gemacht, welche aus recht tiefen Mantelbereichen aufgestiegen waren und auf Spinellperidotite eingewirkt hatten.
Zusätzlich werden aber auch noch andere Imprägnationsprozesse für die Entstehung von magnesiumreichen Wehrliten anvisiert:
Imprägnation
- durch hochdifferenzierte, wässrige, Kohlendioxid-reiche silikatische Schmelzen, die sozusagen das Endprodukt nach ausgiebigem Durchströmen der Porenräume im umgebenden Mantelperidotit (Mantelkeil oberhalb von Subduktionszonen) darstellen.[13]
- durch Karbonat-reiche Flüssigkeiten, die sich aufgrund ihrer Unmischbarkeit von residuellen, gashaltigen, silikatischen Schmelzen abgesondert hatten.[14]
- durch silikatische Schmelzen mit niedrigem aSiO2, die durch ihr Aufzehren von Orthopyroxen ein Kristallisieren von Klinopyroxen-plus-Olivin-Aggregaten bewirkten.[15]

Ein Spezialfall ist die sekundäre Entstehung von Wehrlit aus Dunit (somit die Umkehrung der Dunitisierung), welche durch poikiloblastische Klinopyroxenkristalle, die korrodierte Olivine umschließen, indiziert wird. Die Neukristallisation von Klinopyroxen erfolgte hierbei auf Kosten der aufgezehrten Olivinkristalle des präexistenten Dunits. Für diese Interpretation sprechen ferner reliktische Dunitinseln und -linsen im Wehrlit sowie dessen nahezu fehlende CPO. Der Auslöser dieser Umwandlung dürfte basaltisches Magma gewesen sein, das unter relativ niedrigem Druck den Dunit durchströmte und umkristallisierte – ersichtlich an der interstitiellen Natur der Klinopyroxene, ihrem hohen AlIV/AlVI-Verhältnis und ihrem sehr hohen TiO2-Gehalt.

## Fundstellen
In alpinen Peridotiten (Orogenese-Kontext):
- Italien - Lanzo-Peridotit[17]
- Pakistan - Magmatischer Bogen von Kohistan (Kohistan-Komplex)

Generell in Ultramafiten:
- Russland - Ural

In Ophioliten:
- Albanien - Mirdita-Ophiolith
- Kanada - Neufundland - Bay-of-Islands-Ophiolith
- Oman - Samail-Ophiolith[18]

Im Subduktionskontext unter Inselbögen:
- Japan
  - Hokkaidō - Horoman-Peridotit[19]
  - Megata-Vulkan (Ichino-Megata) auf der Oka-Halbinsel (Amphibol-Wehrlit) - Quartär[20]
- Philippinen - Batan[21]
- Vereinigte Staaten
  - Alaska - Blashke Islands, Dall Island, Duke Island, Kane Peak, Red Bluff Bay, Union Bay - Unterkreide (Albium)
  - Kalifornien - Klamath Mountains (Trinity-Ophiolith) - Silurium/Unterdevon[22]

Im Intraplattenbereich:
- Australien - westliches Victoria (Amphibol-Wehrlit)[23]

In Lagergängen:
- Oman - in Kontinentalrandsedimenten unterhalb des Samail-Ophioliths

Flutbasaltkontext:
- Madagaskar - Antampombato–Ambatovy-Komplex - Oberkreide (Turonium/Coniacium)[24]

In Vulkanbomben und Xenolithen:
- Brasilien - Fernando de Noronha
- Deutschland
  - Alkalibasalte der Hessischen Senke
  - Sachsen - Tephrit vom Grossen Winterberg
  - Uracher Vulkangebiet - Miozän (Tortonium)
  - Vulkaneifel - Baarley, Dreiser Weiher, Gees, Rockeskyller Kopf - Quartär
- Frankreich - Massif Central (Ray Pic) - Quartär[25]
- Französisch-Polynesien
  - Rapa
  - Tahiti
- Komoren - Grande Comore
- Marokko - Azrou-Timhadite-Vulkandistrikt[26]
- Russland - Tok (Südostsibirien)
- Spanien - Kanarische Inseln - Montana-Clara-Insel
- Volksrepublik China - Alkalibasalt des Yitong-Grabens - Miozän